# Johnson Aguiyi-Ironsi
Johnson Thomas Umunnakwe Aguiyi-Ironsi (ur. 3 marca 1924 w stanie Umuahia-Ibeku, zm. 29 lipca 1966 w Lalupon w stanie Oyo) – nigeryjski generał major, pełnił funkcję głowy państwa nigeryjskiego od 16 stycznia 1966 aż do obalenia i zabójstwa 29 lipca 1966.

## Młodość
Thomas Umunnakwe Aguiyi-Ironsi przyszedł na świat w rodzinie Mazi oraz Ezugo Aguiyi w Umuahia-Ibeku. W wieku ośmiu lat przeprowadził się wraz ze starszą siostrą, Anyammą, do stolicy prowincji – Umuahii. Zmiana miejsca zamieszkania związana była ze ślubem Anyammy Aguiyi-Ironsi z dyplomatą ze Sierra Leone, Theophiliusem Johnsonem. Ironsi przyjął nazwisko po swoim szwagrze, który faktycznie zastępował mu ojca. W wieku 18 lat, pomimo przestróg siostry, Ironsi zaciągnął się do armii nigeryjskiej.

## Kariera wojskowa
Aguiyi-Ironsi wyróżniał się błyskawicznymi postępami w trakcie szkolenia wojskowego w Eaton Hall w Anglii. W czerwcu 1949 został powołany na oficera. Niedługo potem wrócił do Nigerii, gdzie objął stanowisko adiutanta generalnego gubernatora kraju, Johna Macphersona. W trakcie kryzysu kongijskiego w latach 60. XX w., sekretarz generalny ONZ, Dag Hammarskjöld, poprosił rząd nigeryjski o wysłanie sił zbrojnych do Kongo (dzisiejsze Kongo Demokratyczne). Podpułkownik Ironsi wprowadził swój 5. batalion do kongijskich prowincji Kivu oraz Leopoldville. Podległa mu jednostka odegrała istotną rolę w międzynarodowej misji stabilizacyjnej, dzięki czemu wkrótce Ironsi został mianowany dowódcą Operacji Narodów Zjednoczonych w Kongo. W 1964 powrócił do Nigerii. W tym czasie trwał proces przejmowania instytucji rządowych przez rodowitych Nigeryjczyków po uzyskaniu niepodległości od Wielkiej Brytanii w 1960. Brytyjski Naczelny Dowódca Armii Nigeryjskiej, generał Welby-Everard miał ustąpić ze najwyższego wojskowego stanowiska w kraju na rzecz nigeryjskiego oficera. Ironsi należał do grona kandydatów ubiegających się o funkcję Naczelnego Dowódcy. Na skutek kompromisu, osiągniętego w koalicji rządowej, złożonej z Kongresu Ludów Północy (Northern People's Congress, NPC) oraz Narodowej Rady Obywateli Nigerii (National Council of Nigerian Citizens, NCNC), 9 lutego 1965 stanowisko Naczelnego Dowódcy Armii Nigeryjskiej powierzono Ironsiemu.

## Polityka
Upadek Pierwszej Republiki Nigeryjskiej
Kryzys polityczny w niepodległej Nigerii przyczynił się do wybuchu zamieszek i eskalacji przestępczości w niektórych prowincjach kraju. Okazana przez premiera Tafawę Balewę niezdolność do opanowania sytuacji w Nigerii skłoniła wyższych wojskowych do obalenia rządów cywilnych na drodze zamachu stanu, który przeprowadzono 14 stycznia 1966. Rewolucjoniści, dowodzeni przez majora Chukwumę Kadunę Nzeogwu, pochodzącego z plemienia Igbo (z Okpanam nieopodal Asaby; obecnie w stanie Delta), zlikwidowali szereg najbardziej wpływowych polityków z północnych i zachodnich prowincji Nigerii. Jednak Ironsi, którego nazwisko również znajdowało się na liście osób do zamordowania, zdołał przechytrzyć rebeliantów w Lagos, Federalnym Terytorium Stołecznym. Z popiołów Pierwszej Republiki Ironsi wyszedł jako pierwszy wojskowy przywódca państwa. Pełniący obowiązki prezydenta Nwafor Orizu oficjalnie przekazał mu władzę w państwie.

## 194 dni przy władzy
Ironsi przejął władzę nad Nigerią w momencie, gdy była ona podzielona na tle sporów etnicznych i religijnych. Fakt, że żadna z publicznie znanych ofiar zamachu stanu z 1966 nie pochodziła z plemienia Igbo oraz że największe korzyści z puczu odnieśli członkowie ludu Igbo, wywołał u plemion Hausa i Joruba wrażenie, że plemię Igbo dąży do zagarnięcia dla siebie absolutnej władzy w Nigerii. W reakcji na wzrost niezadowolenia społecznego, Ironsi postanowił wyjść naprzeciw roszczeniom pokrzywdzonych grup etnicznych i mianować ich przedstawicieli na stanowiska rządowe oraz urzędnicze. Jednak nieudana próba ukarania organizatorów zamachu stanu oraz ogłoszenie niesławnego Dekretu nr 1, który zamieniał strukturę federalną kraju na ustrój jednolity, podziałały na korzyść teorii spiskowej.

## Skład Najwyższej Rady Wojskowej Nigerii
| STANOWISKO                                      | NAZWISKO                            |
| ----------------------------------------------- | ----------------------------------- |
| Głowa państwa:                                  | generał major Johnson Aguiyi-Ironsi |
| Szef sztabu nigeryjskich sił obrony kraju:      | brygadier Babafemi Ogundipe         |
| Szef sztabu armii:                              | podpułkownik Yakubu Gowon           |
| Wojskowy zarządca Regionu Wschodniego:          | podpułkownik Chukwuemeka Ojukwu     |
| Wojskowy zarządca Regionu Zachodniego:          | podpułkownik Adekunle Fajuyi        |
| Wojskowy zarządca Regionu Środkowo-zachodniego: | podpułkownik David Ejoor            |
| Wojskowy zarządca Regionu Północnego:           | podpułkownik Hassan Katsina         |

## Odwet przeciwko puczystom i zabójstwo Ironsiego
29 lipca 1966 Ironsi spędzał noc w izbie rządowej w Ibadanie. Przebywał tam w ramach swojej podróży po kraju. Jego gospodarz, podpułkownik Adekunle Fajuyi, wojskowy zarządca Zachodniej Nigerii, ostrzegł go przed możliwością wybuchu buntu w wojsku. Ironsi podjął desperacką próbę skontaktowania się z szefem sztabu armii, Yakubu Gowonem,  ten był jednak wówczas niedostępny. Wczesnym rankiem budynek rządowy w Ibadanie został otoczony przez żołnierzy dowodzonych przez Theophilusa Danjumę. Danjuma aresztował Ironsiego i przesłuchał go w sprawie domniemanego współudziału w zamachu stanu, w którym zginął dziedzic prowincji Sokoto, Ahmadu Bello. Chociaż niektórzy uważali, że celem buntowników nie było schwytanie Fajuyiego, Danujuma, Walbe oraz inni przywódcy rebelii publicznie oświadczyli, że chcieli go przesłuchać podobnie jak Aguiyi-Ironsiego, jego zwierzchnika. Fajuyiego uważano za tak zwanego "postępowca", który wspierał pucz Nzeogwu w styczniu tego samego roku. Podziurawione kulami zwłoki Ironsiego oraz Fajuyiego znaleziono później w pobliskim lesie. Po śmierci Ironsiego stanowisko wojskowego przywódcy państwa objął Yakubu Gowon.